# Pauillac

Pauillac este o comună în departamentul Gironde din sud-vestul Franței. În 2009 avea o populație de 5.135 de locuitori.

## Evoluția populației
| An        | 1975  | 1982  | 1990  | 1999  | 2006  | 2009  |
| --------- | ----- | ----- | ----- | ----- | ----- | ----- |
| Populație | 6.363 | 6.145 | 5.670 | 5.175 | 5.291 | 5.135 |